# Nephrotoma flavipalpis
Nephrotoma flavipalpis is een tweevleugelige uit de familie langpootmuggen (Tipulidae). De soort komt voor in het Palearctisch gebied.